# Астерикс: Златният сърп
Астерикс: Златният сърп (на френски: La Serpe D'or) е вторият комикс албум от поредицата Астерикс, първоначално публикуван на части от 11 август 1960 г. до 23 март 1961 г. във френското списание „Пильот“ (от брой 42 до брой 74), издаден в еднотомно издание през 1962г., по сценарий на Рене Госини и илюстрации от Албер Юдерзо.
Историята се фокусира върху Астерикс и неговия приятел Обеликс, докато се опитват да се сдобият със златен сърп за своя друид, само за да се окажат в ситуация на престъпен консорциум, който се опитва да се възползва от незаконна търговия със сърпове.
След публикуването си Златният сърп получава благоприятни отзиви, като по-късно Дарго планира анимационна адаптация на историята; въпреки че са принудени да се откажат от проекта, след като Госини и Юдерзо блокират продукцията след анимационната адаптация на компанията на предишния комикс.

## Сюжет
Един ден в гората, извън селото на бунтовническите гали в Арморика, друидът Панорамикс чупи златния си сърп. Той обяснява на селяните, че това ще му попречи да присъства на годишната конференция на друидите, както и да направи магическата отвара, която им осигурява свръхчовешка сила, за да се съпротивляват срещу римляните. Решени да разрешат проблема, Астерикс и приятелят му Обеликс се заклеват да пътуват до Лутеция (предшественика на днешен Париж) и да осигурят нов златен сърп от братовчеда на Обеликс, който е известен майстор на сърпове. По време на пътуването до града двамата научават, че Лутеция в момента страда от недостиг на златни сърпове по неизвестни причини.

## Герои
- Астерикс – галски воин
- Обеликс – галски разносвач на менхир и воин
- Панорамикс – галски друид
- Найдобрикс – вожд на галското село
- Всебезрикс – галски бард
- Ковачникс – галски ковач

## Отменена адаптация
След излизането на първия анимационен филм за Астерикс, Астерикс Галът (1967), Дарго планира да създаде втори филм, базиран на Златният сърп. Госини и Юдерзо обаче не са впечатлени от първия филм, който неохотно разрешават да бъде пуснат, и категорично отхвърлят всякаква работа по предложения филм с анимационния екип на компанията. В резултат на това Дарго отменя проекта по тяхна молба.

## В България
За първи път томът е издаден от Егмонт България през 1993 г. През 2014 г. е издаден от Артлайн Студиос, като се спазва хронологията на публикуване. Преводът е на Венелин Пройков.